# Echinocereus pseudopectinatus
Echinocereus pseudopectinatus es una especie de planta fanerógama de la familia Cactaceae que se distribuye en Sonora en México y en Arizona en Estados Unidos. La palabra pseudopectinatus hace referencia a su parecido con Echinocereus pectinatus.

## Descripción
Crece de manera solitaria, el tallo es cilíndrico de color verde claro, alcanza hasta 20 cm de alto y 5 cm de ancho. Tiene cerca de 15 costillas ligeramente tuberculadas. Tiene de 3 a 5 espinas centrales, de color claro y de 5 a 15 mm de largo. Posee de 12 a 15 espinas radiales del mismo color que las centrales y de 9 a 12 mm de largo. La flor crece cerca del ápice del tallo, es funeliforme y de color magenta, de 11 cm de largo y de 6 a 9 cm de ancho. El fruto que produce es globoso, de color rojo y tiene espinas.

## Distribución y hábitat
Se distribuye en Sonora en México y en Arizona y probablemente en Nuevo México en Estados Unidos. Habita en matorrales xerófilos y pastizales del desierto sonorense a elevaciones de 850 a 1350 m s. n. m.

## Estado de conservación
Es una especie abundante y su área de distribución es amplia, a pesar de habitar en zonas afectadas por la ganadería sus poblaciones no parecen correr ningún riesgo.